# Селянин, Фёдор Тимофеевич
Фёдор Тимофе́евич Селя́нин (12 сентября 1930, Ирбит, Уральская область — 1998, Екатеринбург) — советский и российский комсомольский и партийный деятель, писатель

, председатель Свердловского областного комитета профсоюза рабочих металлургической промышленности и горно-металлургического профсоюза России с 1973 по 1997 годы. Почётный гражданин Качканара (2007, посмертно).

## Биография
Родился 12 сентября 1930 года в Ирбите. Окончил Свердловский юридический институт и Свердловский горный институт.
В 1947 году начал работать в маркшейдерском бюро Ново-Ленинской шахты Красноуральского рудоуправления. Прошёл путь от рабочего до секретаря горкома ВЛКСМ Нижней Туры, там же работал редактором местной газеты. С 1961 года работал в Качканаре. В октябре 1962 года был избран секретарём парткома строительства Качканарского ГОКа, с 1964 года был председателем рудничного комитета. В 1968—1973 годах избирался секретарём горкома КПСС Качканара.
В 1973 году был избран председателем областного совета профсоюзов металлургов. Занимался также преподавательской и литературной деятельностью, писал рассказы и стихи, многие из которых посвящал Качканару.
В 2007 году Ф. Т. Селянину посмертно было присвоено звание «Почётный гражданин города Качканара». В 2012 году его именем назвали городскую библиотеку в Качканаре.
Центральный Совет Горно-металлугического профсоюза России и Свердловский обком ГМПР проводят ежегодный конкурс стихотворных произведений на премию имени Фёдора Тимофеевича Селянина.
Скончался 31 декабря 1998 года. Похоронен на Широкореченском кладбище Екатеринбурга.

## Награды
- Орден Трудового Красного Знамени (трижды)
- Медаль «В ознаменование 100-летия со дня рождения Владимира Ильича Ленина»
- Медаль «Ветеран труда»
- Почётная грамота Верховного Совета РСФСР